# Серов, Владимир Николаевич
Влади́мир Никола́евич Серо́в (род. 24 ноября 1931, Свердловск) — советский и российский акушер-гинеколог. Академик РАН, РАМН (1999), член-корреспондент АМН СССР (1982), почётный академик АН РБ, доктор медицинских наук (1969), профессор. Заслуженный деятель науки РФ.

## Биография
Отец — Серов Николай Александрович (1901—1942), мать — Федина Раиса Захаровна (1900—1982).
Окончил Горьковский государственный медицинский институт (1955). Затем работал врачом акушером-гинекологом в районной больнице в селе Усть-Кулом (Коми АССР).
В 1958 году поступил в аспирантуру НИИ акушерства и гинекологии МЗ СССР, в 1962 году защитил кандидатскую диссертацию «Кисты яичников», а в 1969 году — докторскую, посвященную проблемам диагностики и лечения послеродовых нейроэндокринных заболеваний.
С 1961 года ассистент кафедры акушерства и гинекологии 1-го ММИ имени И. М. Сеченова. После стал заведующим кафедрой акушерства и гинекологии лечебного факультета Московского медицинского стоматологического института. С 1995 по 2007 год являлся заместителем директора по научной работе Центра акушерства, гинекологии и перинатологии РАМН.
В 1980-е годы читал популярные лекции по сексологии для врачей.
В 1982 году избран членом-корреспондентом АМН СССР, в 1999 году — академиком РАМН. C 2008 года президент Российского общества акушеров-гинекологов.
Подготовил 87 кандидатов и 52 докторов наук.
Область научной деятельности В. Серова: неотложные состояния в акушерстве и гинекологии — кровотечениям и геморрагический шок, сепсис и акушерский перитонит, сердечно-сосудистым заболеваниям при беременности, гинекологической эндокринологии, предраковым заболеваниям эндометрия. Им были разработаны параметры инфузионной терапии при геморрагических осложнениях, изучались тромбозы в акушерской практике, эмболия околоплодными водами. Одним из первых описал метаболический синдром у женщин после родов, назвав его послеродовым нейроэндокринным синдромом.
В. Н. Серов — главный редактор изданий для практикующих акушеров-гинекологов: «Журнал Российского общества акушеров-гинекологов», «ОРЖИН. Акушерство, гинекология и репродукция»; заместитель главного редактора журнала «Акушерство и гинекология». В. Н. Серов является членом редакционных советов и редакционных коллегий журналов «Акушерство, гинекология и репродукция», «Гинекология», «Доктор.Ру».
Входит в редакционный совет Первого медицинского канала.
Супруга — Серова Маргарита Викторовна (род. 1931).

## Награды и звания
Заслуженный деятель науки Российской Федерации.
Премия имени В. Ф. Снегирева АМН СССР (1987) — за серию работ по акушерским кровотечениям и тромбозам в акушерстве.
Награждён орденом «Знак Почёта» и Орденом Пирогова (2021).

## Труды
Серов Владимир Николаевич — автор более 600 научных работ, включая 35 монографий. Имеет 18 авторских свидетельств и патентов по новым способам диагностики и терапии в акушерстве и гинекологии.
В. Серов и др. Неотложные состояния в акушерстве. Изд. ГЭОТАР-Медиа Сер.: Библиотека врача-специалиста 2011.
В. Серов и др. Рациональная фармакотерапия в акушерстве и гинекологии. М. изд. ЛитТерра. 2011.